# John Bercow
John Simon Bercow ( /ˈbɜrkoʊ/; Edgware, Londres, Inglaterra, 19 de enero de 1963) es un político británico que se desempeñó como presidente (speaker) de la Cámara de los Comunes del Reino Unido entre 2009 y 2019, y como miembro del Parlamento en representación de Buckingham entre 1997 y 2019. Fue el primer diputado electo presidente de la Cámara sin haber sido vicepresidente (deputy speaker) desde Selwyn Lloyd en 1971. Antes de su elección como presidente, fue diputado del Partido Conservador. Después de renunciar como presidente en 2019 y optar por no buscar la reelección como diputado por Buckingham en las elecciones generales de 2019, Bercow dejó el Parlamento y se convirtió en analista político. En 2021 se unió al Partido Laborista, partido del que fue suspendido de militancia en 2022, tras concluir la comisión de investigación de la Cámara de los Comunes que había sido autor de numerosas formas de bullying contra sus asesores y empleados. 
Se desempeñó como concejal en el distrito londinense de Lambeth de 1986 a 1990 y disputó sin éxito escaños parlamentarios en las elecciones generales de 1987 y 1992, antes de ser elegido para Buckingham en 1997. Promovido al gabinete en la sombra en 2001, Bercow ocupó puestos bajo el liderazgo de Iain Duncan Smith y Michael Howard. En noviembre de 2002, renunció por una disputa relacionada con su apoyo a la adopción por personas del mismo sexo, pero regresó un año después, solo para ser destituido del gabinete en la sombra en 2004. Habiendo estado inicialmente fuertemente asociado con la facción de derecha de su partido, sus puntos de vista cambiaron con el tiempo; en 2009 había rumores de que desertaría al Partido Laborista, aunque Bercow los negó.
Tras la dimisión de Michael Martin en junio de 2009, Bercow se presentó con éxito en las elecciones para reemplazarlo como presidente. Como presidente, se vio obligado a abandonar el Partido Conservador y permanecer como independiente durante el tiempo que durara su mandato. Fue reelegido sin oposición en la iniciación de los Parlamentos en 2010, 2015 y 2017. Esto lo convirtió en el primer presidente desde la Segunda Guerra Mundial en ser elegido cuatro veces, así como el primero desde entonces en haber servido junto a cuatro Primeros Ministros. En septiembre de 2019, Bercow declaró que dimitiría como presidente de los Comunes y diputado el 31 de octubre; permaneció como presidente hasta que fue designado para la mansión de Northstead el 4 de noviembre de 2019. Después de haber servido durante 10 años como presidente, Bercow se convirtió en el presidente con más años de servicio desde Edward FitzRoy, quien ocupó casi 15 años en el cargo entre 1928 y 1943.
En 2014, Bercow fue nombrado rector de la Universidad de Bedfordshire, y en julio de 2017 fue nombrado rector de la Universidad de Essex. En enero de 2020, se convirtió en profesor de política a tiempo parcial en Royal Holloway, Universidad de Londres.
En 2021, se convirtió en miembro del Partido Laborista, citando su oposición al liderazgo de los conservadores de Boris Johnson, que según Bercow estaba convirtiendo a su antiguo partido en "reaccionario, populista, nacionalista y, a veces, incluso xenófobo".

## Primeros años y educación
Bercow nació en Edgware, Middlesex, hijo de Brenda (Bailey) y Charles Bercow, un taxista. Su padre nació en una familia judía y su madre se convirtió al judaísmo. Sus abuelos paternos eran judíos que llegaron a Gran Bretaña desde Rumania a principios del siglo XX. Habiéndose establecido en el Reino Unido, la familia cambió su apellido de Berkowitz a Bercow. Bercow asistió a la escuela primaria Frith Manor en Woodside Park y a Finchley Manorhill, una gran escuela integral en North Finchley. En su juventud, había sido un exitoso tenista junior, pero su estatura era demasiado baja para convertirse en tenista profesional. En 1975 apareció en la serie de televisión infantil británica Crackerjack!
Bercow se graduó con honores de primera clase en gobierno de la Universidad de Essex en 1985. Anthony King, un profesor de la universidad, ha dicho sobre Bercow que "cuando era estudiante aquí, era muy derechista, bastante malhumorado y muy bueno. Fue un estudiante sobresaliente". Como joven activista, Bercow fue miembro del Conservative Monday Club de ideología de derecha. Se presentó como candidato a la ejecutiva nacional del club en 1981 con un manifiesto que pedía un programa de "repatriación asistida" de inmigrantes, y se convirtió en secretario de su comité de inmigración y repatriación. Sin embargo, a la edad de 20 años dejó el club, citando las opiniones de muchos de los miembros del club como su razón, y desde entonces ha calificado su participación en el club como "una locura total" y desestimó sus puntos de vista de ese período como "tontos".
Después de graduarse de la Universidad de Essex, Bercow fue elegido como el último presidente nacional de la Federación de Estudiantes Conservadores (FCS), 1986-1987. El FCS fue luego disuelto por el presidente del Partido Conservador, Norman Tebbit, después de que uno de sus miembros hubiera acusado al anterior primer ministro conservador, Harold Macmillan, de crímenes de guerra al extraditar cosacos a la Unión Soviética. Bercow atrajo la atención de la dirección conservadora, y en 1987 Tebbit lo nombró vicepresidente del Conservative Collegiate Forum (la organización sucesora de la FCS) para encabezar la campaña de apoyo estudiantil en el período previo a la elección general de 1987.
Después de un período en la banca comercial, Bercow se unió a la firma de cabildeo Rowland Sallingbury Casey (parte de Saatchi & Saatchi) en 1988, convirtiéndose en director de la junta en cinco años. Con su compañero conservador Julian Lewis, realizó un curso avanzado de oratoria y campaña durante más de 10 años, que capacitó a más de 600 conservadores (incluidos varios parlamentarios actuales) en técnicas de campaña y comunicación. También ha dado conferencias en los Estados Unidos a estudiantes del Leadership Institute.

## Carrera política

### Concejal
En 1986, Bercow fue elegido consejero conservador en el distrito londinense de Lambeth y sirvió durante cuatro años en representación de Streatham, el barrio de St Leonard. En 1987, fue nombrado el líder adjunto de grupo más joven del Reino Unido.

### Asesor especial
En 1995, Bercow fue nombrado asesor especial del Secretario Jefe del Tesoro, Jonathan Aitken. Después de la renuncia de Aitken para luchar contra una acción por difamación, Bercow se desempeñó como asesor especial de la secretario de Estado para el Patrimonio Nacional, Virginia Bottomley.

### Carrera parlamentaria

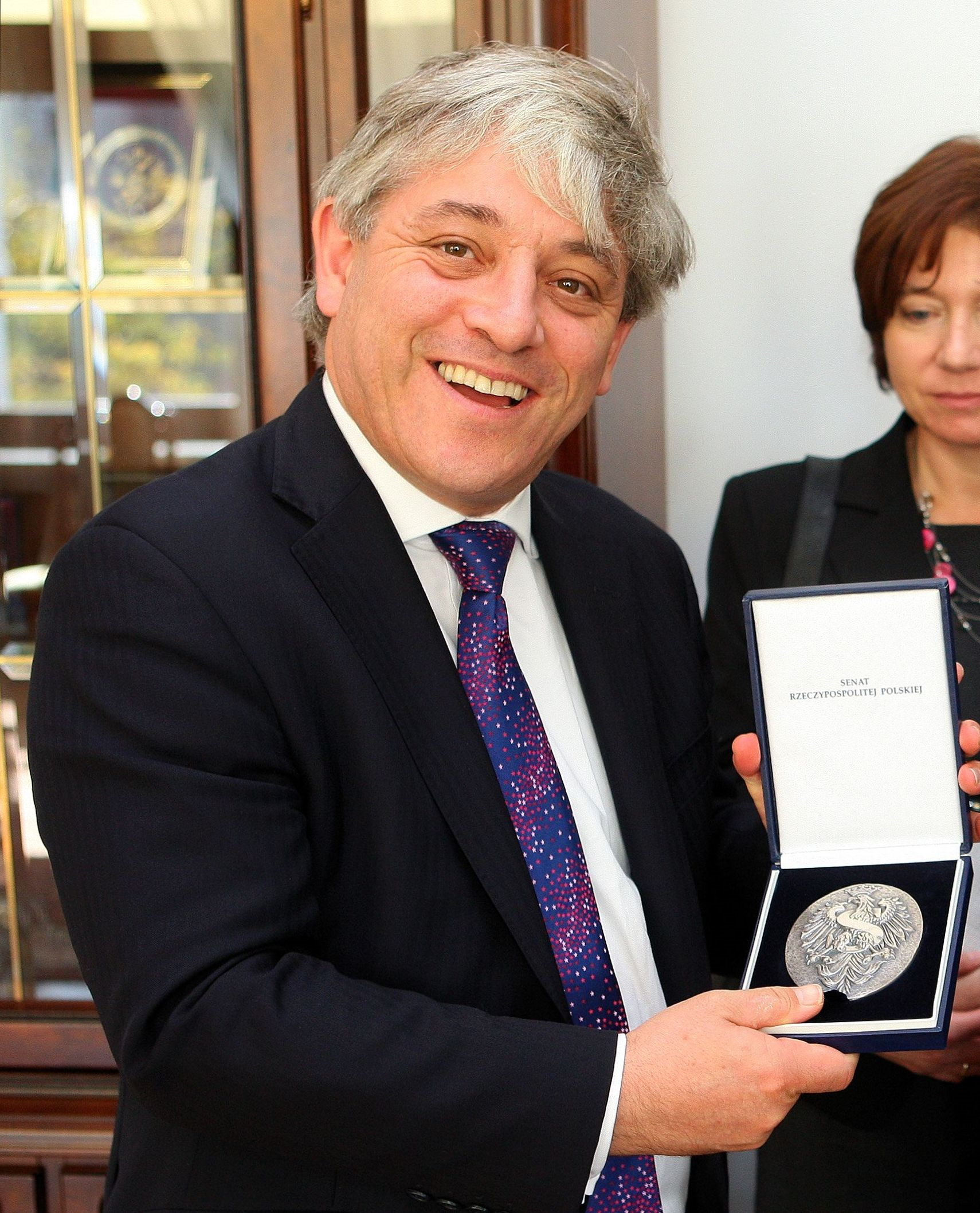
Bercow en Polonia en 2010

Bercow fue un candidato conservador en las elecciones generales de 1987 en Motherwell South, y nuevamente en las elecciones generales de 1992 en Bristol South, sin embargo en ambas sufrió derrotas. En 1996 pagó £ 1 000 para alquilar un helicóptero para poder asistir a las reuniones de selección para dos escaños parlamentarios conservadores el mismo día, Buckingham y Surrey Heath, siendo seleccionado como el candidato de Buckingham. Se ha referido a la contratación del helicóptero como "las mejores 1.000 libras esterlinas que he gastado".
Bercow fue elegido por primera vez al parlamento en las elecciones generales de 1997 como diputado de Buckingham con una mayoría de 12.386 votos. Luego aumentó su mayoría en las elecciones generales de 2001 siendo elegido por un margen de 18.129 votos. Fue reelegido en las elecciones generales de 2005, pero con una mayoría reducida de 12.529 votos. 
Bercow ascendió rápidamente a través de las oficinas menores de la oposición. Fue nombrado portavoz de Educación y Empleo en junio de 1999, y luego portavoz de Asuntos Internos en julio de 2000, antes de ser incorporado al gabinete en la sombra en 2001 por el líder conservador Iain Duncan Smith. Se desempeñó como secretario en jefe en la sombra del Tesoro de septiembre de 2001 a julio de 2002, y como ministro en la sombra de Trabajo y Pensiones de julio a noviembre de 2002. Durante este primer período como frontbencher, Bercow dijo públicamente que no creía que suficientemente despiadado para llegar a la cima de la política. En noviembre de 2002, cuando el gobierno laborista introdujo la Ley de Adopción e Hijos, que permitiría a las parejas homosexuales y heterosexuales solteras adoptar niños, Duncan Smith impuso un "látigo de tres líneas" (three-line whip) que requería que los parlamentarios conservadores votaran en contra del proyecto de ley, en lugar de permitir un voto libre y a conciencia. Argumentando que debería ser un voto libre, Bercow desafió la orden y votó con el laborismo, para luego renunciar a la banca delantera. Como backbencher, criticó abiertamente el liderazgo de Duncan Smith.
En noviembre de 2003, el nuevo líder conservador Michael Howard nombró a Bercow como secretario de estado en la sombra para el desarrollo internacional. Sin embargo, se enfrentó a Howard por impuestos, inmigración e Irak, y fue despedido del banco delantero en septiembre de 2004 después de decirle a Howard que Ann Widdecombe tenía razón al haber dicho que había "algo de la noche en él". Bercow tiene un interés de larga data en Birmania y con frecuencia planteaba cuestiones de democracia y genocidio en el país. En 2006 fue nombrado patrocinador del Tory Reform Group. En 2001, apoyó la prohibición de que los parlamentarios se convirtieran en miembros del Monday Club.
Bercow fue anteriormente el tesorero del Grupo Parlamentario de Todos los Partidos para los Pueblos Tribales, un APPG compuesto por más de 30 parlamentarios multipartidistas que tiene como objetivo aumentar la conciencia parlamentaria y pública sobre los pueblos tribales.
Bercow ganó el premio Stonewall al Político del Año en 2010 por su trabajo para apoyar la igualdad de las personas lesbianas, gays y bisexuales y personas transgénero. Stonewall le otorgó una puntuación del 100% a favor de la igualdad de lesbianas, gays, bisexuales y personas transgénero.

### Diputado opositor del año
En 2005, Bercow ganó el premio político Channel Four/Hansard Society al "diputado opositor del año". Él dijo:

Además de perseguir una amplia variedad de temas locales, he intentado interrogar, investigar y escudriñar al Gobierno en la Cámara de los Comunes sobre importantes temas nacionales e internacionales que conciernen a la gente. Durante los últimos 12 meses, he insistido constantemente en favor de la reforma de las reglas del comercio mundial para dar a las personas más pobres del planeta la oportunidad de vender sus productos y mejorar su calidad de vida. La difícil situación de la población de Darfur, en el oeste de Sudán, también ha sido un tema habitual. Han sufrido demasiado durante demasiado tiempo y se ha hecho muy poco sobre la situación. Seguiré defendiendo que Gran Bretaña tome la iniciativa en la comunidad internacional en la búsqueda de acciones decisivas para la paz y la justicia.

### Rumores de deserción
Tras la deserción del diputado conservador Quentin Davies al Partido Laborista en junio de 2007, hubo rumores persistentes de que era probable que Bercow fuera el próximo diputado conservador en abandonar el partido.
En ese momento, Bercow no se incorporó al Partido Laborista, pero en septiembre de 2007 aceptó un puesto de asesoramiento sobre la revisión del gobierno de Gordon Brown del apoyo a los niños con necesidades especiales de habla, lenguaje y comunicación. La presidenta del Partido Conservador, Caroline Spelman, confirmó que este nombramiento fue con el consentimiento del partido. Bercow tenía un interés a largo plazo en este tema, ya que su hijo Oliver fue diagnosticado con autismo.

### Revisión de Bercow
En 2008, los miembros del gabinete laborista Ed Balls y Alan Johnson le pidieron a Bercow que produjera una revisión sustancial sobre la situación de los niños y las familias afectadas por las necesidades del habla, el lenguaje y la comunicación (SLCN). Después del informe, el gobierno prometió 52 millones de libras esterlinas para elevar el perfil de SLCN dentro del campo de la educación.
La revisión analizó las consecuencias extremas a las que pueden conducir los problemas de comunicación; desde la frustración inicial por no poder expresarse, hasta el acoso o ser acosado en la escuela, menos perspectivas laborales e incluso un descenso hacia la criminalidad.
El informe provisional destacó una serie de cuestiones fundamentales: que el habla, el lenguaje y la comunicación no son solo habilidades esenciales para la vida, sino derechos humanos fundamentales; que la identificación temprana de los problemas y la intervención es importante para evitar problemas sociales en el futuro; y que el sistema actual de tratamiento es irregular, es decir, existe la necesidad de proporcionar servicios continuamente a los niños y las familias desde una edad temprana.

### Función en el escándalo de gastos

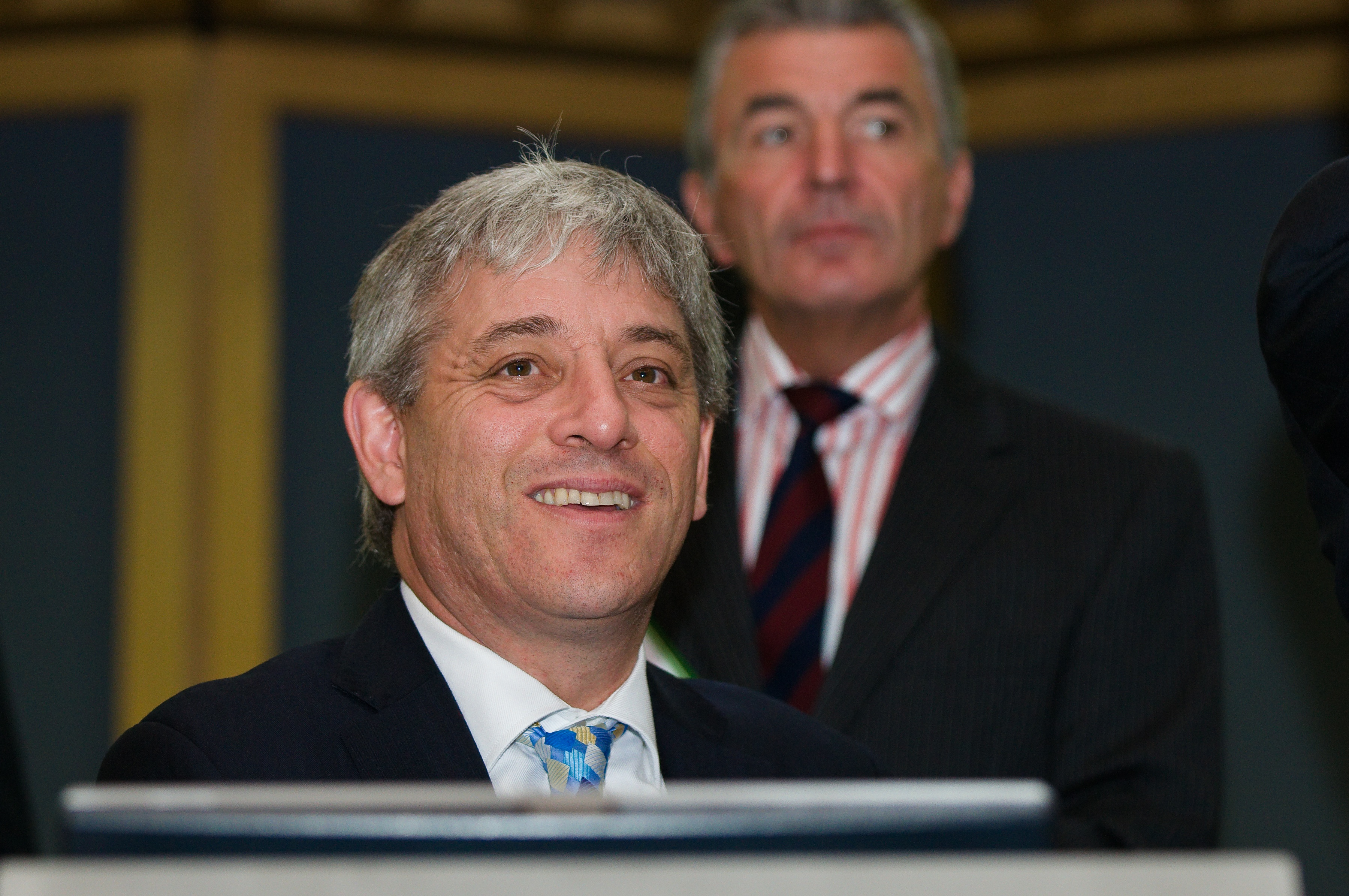
Bercow en 2009.

Hasta 2008-2009, Bercow solía reclamar la cantidad máxima disponible de la 'Asignación para costos adicionales' para pagar el costo de permanecer lejos de su hogar principal. En 2007-2008 y 2008-2009, sus gastos totales estuvieron entre los más bajos reclamados por los diputados (ocupando el puesto 631 y 640, respectivamente, de 645 y 647).
Durante el escándalo de gastos de 2009, se reveló que Bercow cambió la designación de su segunda casa en más de una ocasión, lo que significa que evitó pagar el impuesto a las ganancias de capital por la venta de dos propiedades. También reclamó poco menos de £ 1,000 para contratar a un contador para completar sus declaraciones de impuestos. Bercow negó haber actuado mal, pero acordó pagar £ 6,508 para cubrir cualquier impuesto que pudiera haber tenido que pagar a HM Revenue and Customs.
En 2014 se reveló que las autoridades de la Cámara de los Comunes habían destruido todas las pruebas de los reclamos de gastos de los diputados antes de 2010. Bercow enfrentó acusaciones de haber presidido lo que se había denominado un "nuevo encubrimiento" del escándalo de gastos.
En julio de 2015, Bercow fue nuevamente criticado por el monto de sus gastos, incluida una reclamación de £ 172 por un viaje con chofer de 0.7 millas. Andy Silvester, director de campaña de TaxPayers 'Alliance, dijo: "Esto es un desperdicio de dinero obsceno y muestra un juicio terrible por parte de quien sea que hizo los arreglos".

### Trabajo caritativo
Bercow ha apoyado a varias organizaciones benéficas. Es patrocinador de la ME Association, Brain Tumor Research y patrocinador de la Patchwork Foundation fundada por Harris Bokhari. También ha hablado y apoyado a otras organizaciones benéficas como la organización benéfica de salud mental Jami. Recientemente apoyó una recaudación de fondos para niños necesitados.

## Presidente de la Cámara de los Comunes

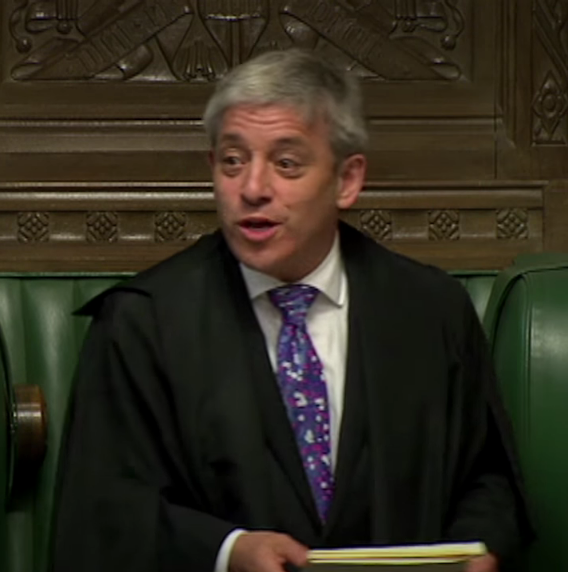
Bercow presidiendo una sesión de la Cámara en 2012.

Bercow había hecho una campaña silenciosa durante mucho tiempo para convertirse en presidente y fue promocionado como el sucesor de Michael Martin. El 20 de mayo de 2009, declaró oficialmente su candidatura a las elecciones para presidente, que habían sido provocadas por la renuncia de Martin, y lanzó su manifiesto para el puesto. En referencia a su decisión de postularse, Bercow dijo: "Lo quería porque sentí que había una tarea que emprender y se trataba de fortalecer la participación y las oportunidades de los backbenchers en el parlamento, y ayudar al parlamento a ponerse de pie y reconocer que no es solo una operación de aplicar sellos de goma para el gobierno de turno, y según sea necesario y apropiado para contradecir y desenmascarar al gobierno de turno".
En la primera ronda de las elecciones del 22 de junio, Bercow recibió 179 votos, más que cualquier otro candidato, pero por debajo de la mayoría requerida para la victoria. En la tercera y última ronda de votaciones más tarde ese día, derrotó a George Young por 322 votos contra 271, y fue aprobado por la Reina a las 10 pm de esa noche como el 157.º presidente. De acuerdo con la convención, rescindió su membresía en el partido conservador.
La elección de Bercow como presidente fue controvertida porque se cree que contó con el apoyo de muy pocos diputados de su antiguo partido. Los parlamentarios conservadores generalmente veían a Bercow con desconfianza debido a sus opiniones políticas cambiantes (habiendo pasado a lo largo de los años de ser muy de derecha a ser más socialmente liberal, lo que llevó a enfrentamientos con los líderes del partido anteriores), su aceptación de un papel asesor del gobierno laborista (un partido al que a menudo se rumoreaba que estaba a punto de unirse), su falta general de buenas relaciones con sus compañeros diputados de los conservadores y su vigorosa campaña para el puesto de presidente. Se pensó que había recibido los votos de tan solo tres de sus compañeros diputados conservadores, que logró el cargo gracias a una gran cantidad de votos laboristas, y porque muchos diputados se vieron impulsados por la percepción de que Michael Martin había sido expulsado del trabajo y querían como su reemplazo a alguien que no fuera un favorito del Partido Conservador.
Bercow fue el primer presidente judío, el primero en ser elegido mediante una votación exhaustiva y el primero en no usar las túnicas tradicionales de la corte mientras presidía la Cámara de los Comunes. Sin embargo, de acuerdo con la tradición, Bercow mostró su escudo de armas en la Casa del Presidente.

### Remodelación de la residencia del portavoz
A las pocas semanas de asumir el cargo de presidente, Bercow ordenó una redecoración y remodelación del apartamento de gracia y favor del presidente en el Palacio de Westminster, en parte con el objetivo de hacerlo apto para niños; el trabajo costó £ 20.659 y fue pagado por el Parlamento.

### Parlamento de la Juventud
En octubre de 2009, Bercow presidió la primera sesión anual del Parlamento de la Juventud del Reino Unido en la Cámara de los Comunes, convirtiéndolos en el único grupo, junto a los miembros del parlamento, que se sientan en la cámara. Presidió todas las sesiones posteriores y asistió a todas las conferencias anuales hasta su renuncia en 2019, dirigiéndose y apoyando a los miembros del Parlamento Juvenil de todo el Reino Unido.

### Elecciones generales de 2010 y segundo mandato
El presidente de la Cámara de los Comunes es visto tradicionalmente como un miembro ajeno a la política partidaria y, a menudo, los principales partidos no lo desafían en las elecciones generales, incluida la elección general de 2010. En septiembre de 2009, Nigel Farage renunció a su liderazgo del Partido de la Independencia del Reino Unido (UKIP) para ocupar el puesto de Bercow en Buckingham, afirmando: "Este hombre representa todo lo que está mal en la política británica actual. Estaba envuelto en la saga de los gastos y preside un Parlamento que prácticamente no hace nada". John Stevens, otro candidato, encontró apoyo para su campaña en el exdiputado independiente Martin Bell. Bercow también enfrentó la oposición del Partido Nacional Británico y el Partido Cristiano.
Como Bercow carecía del respaldo de un partido y, por lo tanto, de un equipo de campaña, buscó construir uno. Un grupo de sus partidarios conocidos como 'Amigos del Presidente Bercow' solicitó donaciones para la campaña, con el objetivo de recaudar £ 40,000. Cuando una de sus cartas fue recibida por un miembro de UKIP, el destinatario la remitió al Comisionado Parlamentario de Normas, quejándose de que parecía que la campaña de recaudación de fondos de Bercow estaba operando desde la Oficina del Portavoz, que debe permanecer políticamente neutral. El Comisionado se negó a iniciar una investigación debido a la falta de pruebas.

### Conferencias del presidente
Con motivo del centenario de la Ley del Parlamento de 1911, Bercow encargó una serie de conferencias sobre las principales figuras políticas del siglo. Las Conferencias del Presidente continúan en la actualidad con una variedad de temas como parlamentarios históricos y actualidad.

### Elecciones generales de 2015 y tercer mandato
Bercow fue devuelto como diputado en las elecciones generales de 2015. La elección se destacó por las 1.289 papeletas de votación anuladas, un tema que abordó en su discurso de victoria.
El 26 de marzo de 2015, la Cámara de los Comunes rechazó una moción del gobierno (presentada por el exlíder del partido conservador y luego líder de la Cámara de los Comunes William Hague) para exigir que se realizara una votación secreta sobre si Bercow seguiría siendo presidente después de las elecciones generales de 2015. Varios parlamentarios lo describieron como un complot encubierto para derrocar a Bercow, en gran parte basado en que el momento de la moción era justo antes de la disolución del Parlamento, cuando algunos parlamentarios laboristas que iban a oponerse a ella ya había regresado a sus distritos electorales. La moción fue finalmente derrotada y Bercow fue reelegido sin oposición como presidente después de las elecciones generales.
En febrero de 2017, Bercow dijo que había apoyado la permanencia del Reino Unido en la Unión Europea en el referéndum de 2016.
El 6 de febrero de 2017, Bercow dijo en la cámara que se "opondría firmemente" a que el presidente de Estados Unidos, Donald Trump, se dirigiera a las Cámaras del Parlamento durante su visita de estado planificada al Reino Unido, y dijo a los parlamentarios que "la oposición al racismo y el sexismo" eran "consideraciones de enorme importancia". Los comentarios resultaron controvertidos y llegaron a los titulares de muchos periódicos del Reino Unido al día siguiente, con algunos como el columnista de The Guardian Owen Jones, el líder laborista Jeremy Corbyn, el parlamentario laborista Dennis Skinner y el líder demócrata liberal Tim Farron apoyando esta intervención. Sin embargo, sus comentarios fueron criticados incluso por algunos opositores de Trump (como el parlamentario conservador Nadhim Zahawi) por ser "hipócritas y socavar la neutralidad del presidente de la Cámara". Algunos en el gobierno británico supuestamente sintieron que Bercow se había excedido en su papel. John Whittingdale, el diputado conservador de Maldon y exsecretario de Cultura, desestimó los comentarios de Bercow al calificarlos como "jugar para la galería con la mayor publicidad posible", y el propio Bercow se disculpó con el Lord Speaker Norman Fowler por no haberle consultado su parecer antes de realizar sus comentarios.

### Elecciones generales de 2017 y cuarto mandato
Tras las elecciones generales de 2017, John Bercow fue reelegido por unanimidad como presidente de la Cámara por los miembros del parlamento el 13 de junio de 2017.

### Acusaciones de intimidación y acoso
En mayo de 2018, el exsecretario privado de Bercow, Angus Sinclair, alegó en el programa Newsnight de la BBC que Bercow lo había acosado repetidamente mientras trabajaba. Sinclair dijo que le dijeron que firmara un acuerdo de confidencialidad cuando dejara su puesto, para evitar que revelara el acoso de Bercow. Bercow negó las afirmaciones. Las acusaciones de Sinclair se produjeron poco después de que la BBC informara que su sucesora como secretaria privada de Bercow, Kate Emms, había sido despedida del trabajo y luego trasladada a otra función. Colegas anónimos de Emms le habían dicho al programa Newsnight que su enfermedad y cambio de puesto se debieron a la intimidación de Bercow.
En enero de 2020, el lord Robert Rogers, barón de Lisvane, quien se desempeñó como Secretario de la Cámara de los Comunes bajo la presidencia de Bercow, presentó una queja formal al Comisionado Parlamentario de Normas. The Times y la BBC afirmaron que la denuncia alegaba que Bercow intimidó a su personal. En el mismo mes, la denuncia de Lisvane fue seguida por una nueva acusación de intimidación y acoso, hecha por el ex blackrod, el teniente general David Leakey.
En octubre de 2018, Bercow pidió que se creara un organismo independiente para investigar las denuncias de acoso e intimidación en el Parlamento, después de enfrentar llamadas para renunciar después de que un informe dijera que el acoso había sido tolerado y ocultado durante años, lo que él negó. El 23 de octubre de 2018, tres diputados conservadores, Will Quince, Mims Davies y Anne Milton, dimitieron del Grupo de Referencia de los Comunes sobre Representación e Inclusión, presidido por Bercow, y citaron como motivo el manejo de Bercow de las acusaciones de acoso sexual y acoso escolar en el Parlamento.

### Oposición al Brexit
En enero de 2019, Bercow rompió con la convención y permitió una votación sobre una enmienda a una moción de agenda del gobierno. La enmienda, presentada por el diputado Dominic Grieve, requería que la primera ministra (Theresa May) presentara una moción dentro de tres días sobre los planes alternativos propuestos si el Parlamento rechazaba su acuerdo sobre el Brexit.
El 18 de marzo de 2019, Bercow, en una declaración ante la Cámara, se adelantó a una medida del Gobierno para llevar el Acuerdo para la salida del Reino Unido de la Unión Europea a una tercera votación. Citando una convención que se remonta a 1604, declaró que no permitiría una votación sobre una moción que fuera "sustancialmente igual" que una moción previamente rechazada.